# 国土地理協会
公益財団法人国土地理協会（こくどちりきょうかい、英語名称 : "Japan Geographic Data Center", 略称 : JGDC）は、地域の振興に寄与することを目的として、おもに地名情報や地理情報の調査研究を行い、これらの情報・資料を提供している公益法人。元総務省所管。

## 概要
- 所在地 - 〒105-0003　東京都港区西新橋3丁目5番2号
- 設立 - 1951年（昭和26年）4月28日